# Баварска планинска хрътка
Баварската планинска хрътка (на немски: Bayerischer Gebirgsschweißhund, наричана и баварски кръвоследник) е порода кучета, произхождаща от немската провинция Бавария. Използвана е като гонче и кръвоследник след Средновековието, за да открива ранената плячка. Получена е след кръстосване на баварска хрътка и хановерски кръвоследник.

## Характеристики

### Външен вид
Главата на баварската планинска хрътка е силна и удължена. Черепът е средно широк и леко куполовиден. Има ясно изразена муцуна и леко закривен нос. Муцуната е широка, със солидни челюсти и устни, покриващи устата. Носът обикновено е черен или тъмночервен на цвят, с широки ноздри. Ушите са високо поставени и средно дълги. Те са широки в началото и заоблени в краищата си, висейки тежко на главата. Тялото е малко по-дълго от височината и по-високо в задната си част. Вратът е средно дълъг, с малка гуша. Височината става малко по-голяма от холката към задните части. Гръдният кош е добре сложен, дълъг, средно широк и леко смъкнат чрез леко нагъване. Има дълги и прави задни части и солиден гръб. В началото опашката е високо поставена и средно дълга, но с времето се спуска или увисва надолу.

#### Размер
Баварските планински хрътки тежат 20 – 25 килограма. Мъжките са високи 47 – 52 см, а женските – 44 – 48 см.

#### Космена покривка
Козината е къса, гъста и лъскава, плоско лежаща върху тялото и средно груба. По-мека е по ушите и на главата, а по-груба и дълга по корема, краката и опашката. Тя може да бъде във всички оттенъци на бежовото с черна маска и бриндл.

### Темперамент
Баварските планински хрътки са тихи и кротки, уравновесени и много привързани към своите стопани. Докато ловуват те са упорити, всеотдайни и настойчиви. Безстрашни, енергични, бързи и подвижни, те са много добри на труден терен, с много добро обоняние и силен ловен инстинкт. Нуждаят се от търпелив и опитен треньор.

## Грижа
Баварските планински хрътки не са подходящи за градски живот. Те се нуждаят от достатъчно голямо място за упражнения и често разресване. Те не биха се приспособили към всеки ловец. Обикновено се използват от лесничеи и директори на ловни дружини.